# 雪山当归
雪山当归（学名：Angelica forrestii）为伞形科当归属的植物。分布于中国大陆的云南等地，多生长于雪山东坡的松林边缘，目前尚未由人工引种栽培。